# Janusz Szczepkowski
Janusz Szczepkowski (ur. 15 czerwca 1943 w Żyrardowie, zm. 15 grudnia 2021) – polski wokalista i autor tekstów piosenek.
Wokalista założonego przez siebie w 1966 zespołu Varsovie, z którym nagrał sześć piosenek dla Polskiego Radia. Prezes Klubu Piosenki Młodzieżowej Czarny Kot, który był kabaretem piosenki głównie radzieckiej (działał pod patronatem Zarządu Stołecznego TPPR) i z którym występował w wielu miastach ZSRR. Jako wykonawca był laureatem II Festiwalu Piosenki Radzieckiej w Zielonej Górze w 1966. Autor widowisk na Festiwalu Piosenki Żołnierskiej w Kołobrzegu (Nagroda Publiczności za spektakl Zza płotu). Był autorem tekstów dwóch piosenek nagrodzonych Złotymi Pierścieniami na tym festiwalu.

## Wybrane piosenki
- Bajka o dniu wczorajszym (muz. Maria Kucharska, wyk. Regina Pisarek) – Złoty Pierścień na Festiwalu Piosenki Żołnierskiej w Kołobrzegu, 1979
- Jańcio (muz. Katarzyna Gaertner, wyk. Paweł Kukiz)
- Nie żałujmy tej miłości (muz. Edmund Berg, wyk. Emilia Czerwińska)
- Opowiedz nam Ojczyzno (muz. Tadeusz Margot, Maria Kucharska, wyk. Regina Pisarek – Złoty Pierścień na Festiwalu Piosenki Żołnierskiej w Kołobrzegu, 1977
- Papierowe ptaki (muz. Janusz Koman, wyk. Krystyna Prońko)
- Ze starej płyty (muz. Janusz Kępski, wyk. Andrzej Frajndt)